# Thomas Andelfinger

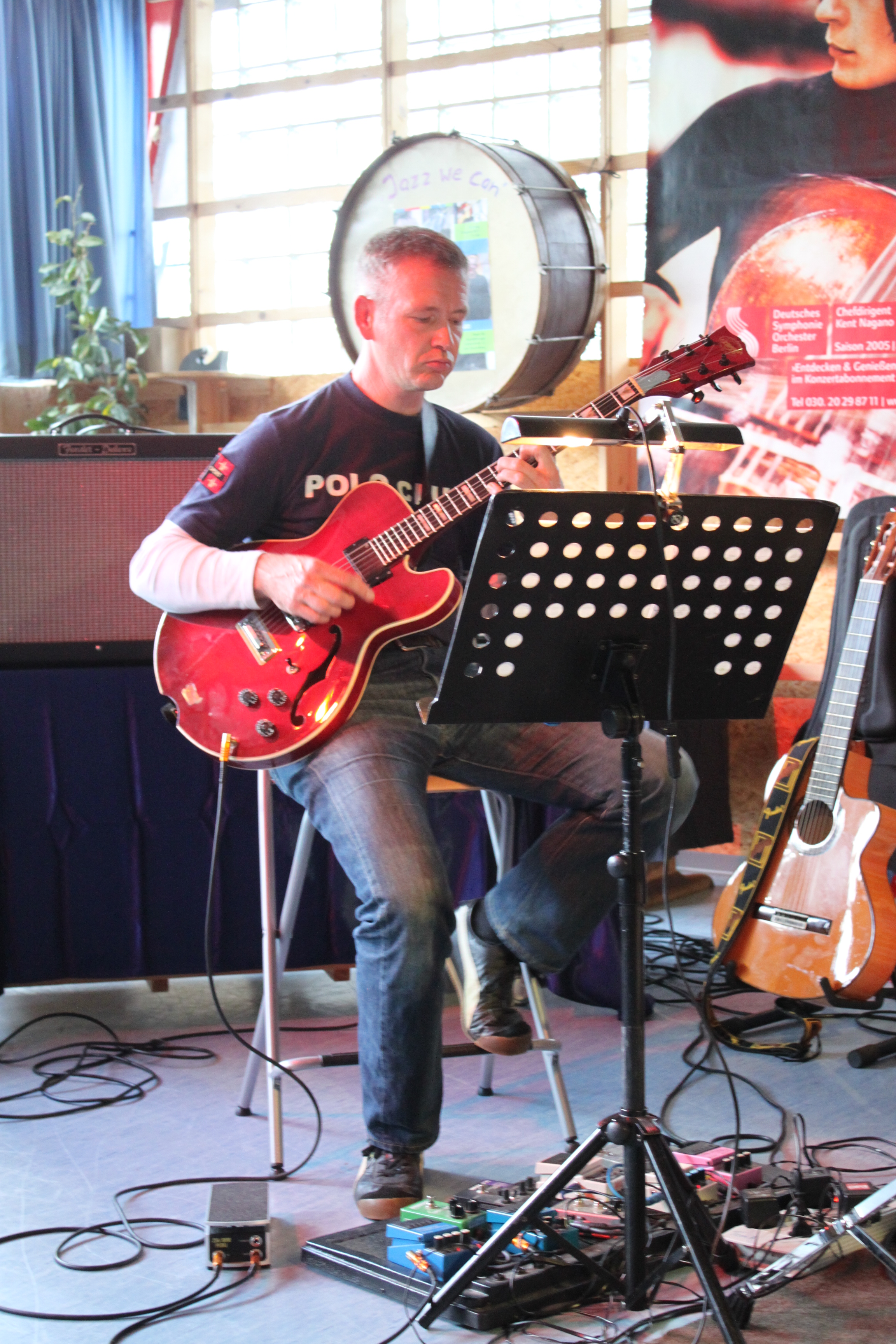
Thomas Andelfinger bei einem Konzert im Jazz We Can in Bad Marienberg

Thomas Andelfinger (* 1964 in Dahn) ist ein deutscher Jazzgitarrist und Komponist.
Andelfinger erhielt seinen ersten Gitarrenunterricht mit neun Jahren; erste Banderfahrungen machte er bereits 1978. Von 1986 bis 1992 spielte er im Jazz-Rock-Projekt Al Capone; mit dieser Band wurde 1988 das Album Empty Pockets eingespielt. Andelfinger entwickelte sich in den 1990er Jahren zu einem der gefragtesten Gitarristen der Region Südpfalz.
Es folgten viele Projekte in den Bereichen Blues, Funk, Soul, Fingerstyle und Jazz. Daneben nahm er zusammen mit Frank Gambale und Jens Gebel von tok tok tok an Workshops teil. Ab 1994 wirkte er in der Big Band Brass-Connection mit; daraus resultierten Kontakte zu Musikern der Mannheimer Jazz-Szene. In den folgenden Jahren arbeitete er  mit Steffen Weber und Thomas Siffling in diversen Jazz-Combos, ab 1998 leitete er das Andelfinger Jazz-Trio. Weitere Bandprojekte sind das Ensemble Count Spacy und das Andelfinger-Gass Jazz-Duo mit Michael Gass.
2000 gründete er zusammen mit dem Schlagzeuger Rüdiger Ruppert und dem Bassisten Norbert Christ das Jazztrio Triologic. Mit dieser Formation spielte er für Mons Records das Debütalbum Dirty Fingers (2001) ein; in veränderter Besetzung (mit Bassist Christoph Niemann und Saxophonist Steffen Weber) folgte 2009 das Album Seasons. 2008 war er Mitbegründer des Jazzquartetts Jazz'n und zeitgleich des Hammondquartetts Org.4 um den Organisten Ralf Bereswill.